# 立沢直也
立沢 直也（たちざわ なおや）は、日本の漫画家。1990年代から活動を開始し、主に4コマ漫画を手掛けている。
同じく漫画家のタイム涼介はパチスロ仲間であり、立沢自身も現在、『スーパーパチスロ777』（竹書房）にて、パチスロ漫画『秒殺!千円ちゃん』を連載している。

## 作品
- 禁ドン!（小学館『ビッグコミックスピリッツ』）
- 少年ピンチ（竹書房『まんがくらぶ』）
- ゾンゲリア（ぶんか社『まんがガウディ』）
- ヘルファイヤー（ぶんか社）
- トイざまス（リイド社『リイドコミック』」）
- くまボン（リイド社）
- ショック横丁（リイド社『コミックボナンザ』」）
- グシャポン!（エニックス『コミックバウンド』）
- 秒殺!千円ちゃん（竹書房『スーパーパチスロ777』）
- ひとり国防軍（秋田書店『ヤングチャンピオン』）
- 珍説！戦国史（リイド社『コミック乱』）
- テクリン（講談社『モーニング新マグナム増刊』）
- ハメ撮り帝王の美学（コアマガジン『コアコミックス72 まんが裁判傍聴劇場』）
- 神戸連続児童殺傷事件（コアマガジン『コアコミックス175 衝撃事件封印された真相』）
- ルイ15世（コアマガジン『コアコミックス176 血塗れの残酷王　恐怖の独裁者列伝』）
- おじさんぶるぶるまっぷ（竹書房『漫画パチンコドル箱777』）